# 東堀切

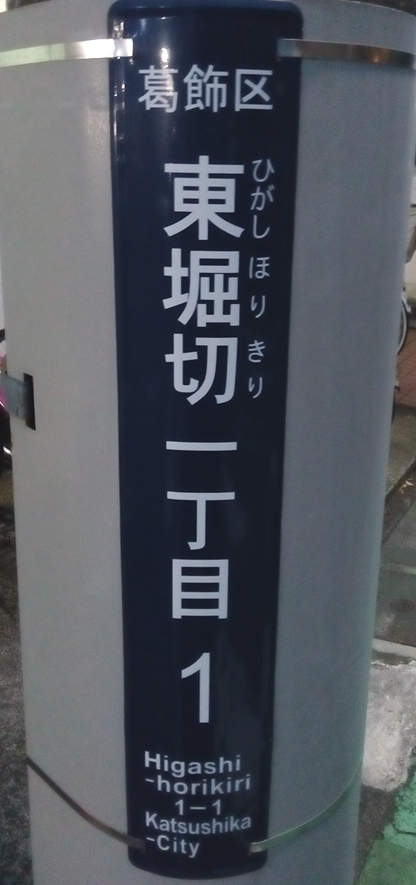
東堀切１丁目１番住所表示板

東堀切（ひがしほりきり）は、東京都葛飾区の町名。現行行政地名は東堀切一丁目から三丁目。住居表示実施済み区域である。亀有警察署の管轄区域。

## 地理
葛飾区西部に位置する。北で西亀有一丁目、東でお花茶屋一・二・三丁目、南で宝町二丁目、南西の一部と西で堀切三・五・六・七・八丁目に隣接する。主に住宅地して利用される。地区の南辺を京成電鉄の鉄道線路で画した南北に細長い町域を持つ。丁名表示は、南→北側に向かって1→2→3丁目の表示となる。
ほぼ町の全域から南南西の方位に東京スカイツリーが見える。町内に河川は流れておらず、傾斜地が少なく平地のみで構成される。

## 歴史
「上・下千葉村」「砂原村」(後に「南綾瀬村」「亀青村」として合併)と呼ばれた大半が田畑の農村地帯であったが、戦後の高度成長期である昭和30年代頃から田畑跡地に個人宅・都営住宅などの団地・集合住宅等が多数建設され、流入人口が激増。
それに伴い、自宅を兼ねた個人商店も多く開店し、商店街を形成。また医療施設や、学校などの公共施設も多数建設され始める。
- 1932年「上・下千葉・砂原町」として成立。後に「南綾瀬町/上・下千葉・亀青村砂原」へ。
- 1953年(昭和28年)4月1日 葛飾区立上千葉小学校 開校
- 1961年(昭和36年)7月1日 葛飾区立双葉保育園 開設
- 1962年(昭和37年)度 第2上千葉アパート(蛍ヶ丘団地)完成
- 1963年(昭和38年)7月1日 上千葉公園少年野球場 開設
- 1964年(昭和39年)8月1日 町廃止と共に、現在の「東堀切1～2丁目」の表記へと変わる。
- 1965年(昭和40年)12月1日「東堀切3丁目」の表記が追加変更される。
- 1967年(昭和42年)9月1日 東堀切三郵便局 開局
- 1971年(昭和46年)2月16日 東堀切二郵便局 開局
- 1978年(昭和53年)9月1日 葛飾区立東堀切児童館 開設

### 農業
隣接する西亀有などと共に、かつては稲作や野菜の生産を行なう農村地帯であり、現在の東堀切南部にあたる旧・下千葉町の代表的な農作物は、小カブとツマモノ野菜(料亭料理などの膳の飾りとして添えられる野菜)であった。中でも小カブの名産地で、都心の市場に出荷された。
上記の通り、戦後の高度成長期の人口流入に伴い、農地が住宅・商・工業用地に転用されたり、またそれまで農業を営んでいた者が、その所有地の大きさを活かし貸家・月極駐車場などの不動産賃貸業や、店舗他を営む商業などへ起業し始め、比較的駅に近く利便性の良い東堀切南部の方から、農地は次第に姿を消し、最後まで残された北部＝2～3丁目の大規模な畑も、世帯主死亡などの世代交代の土地相続による高額な相続税納税の為、土地売却・貸地化され、現在は大幅に規模を縮小した家庭菜園規模の僅かな面積の畑が、北部に数か所残されているのみとなっている。

### 排水路

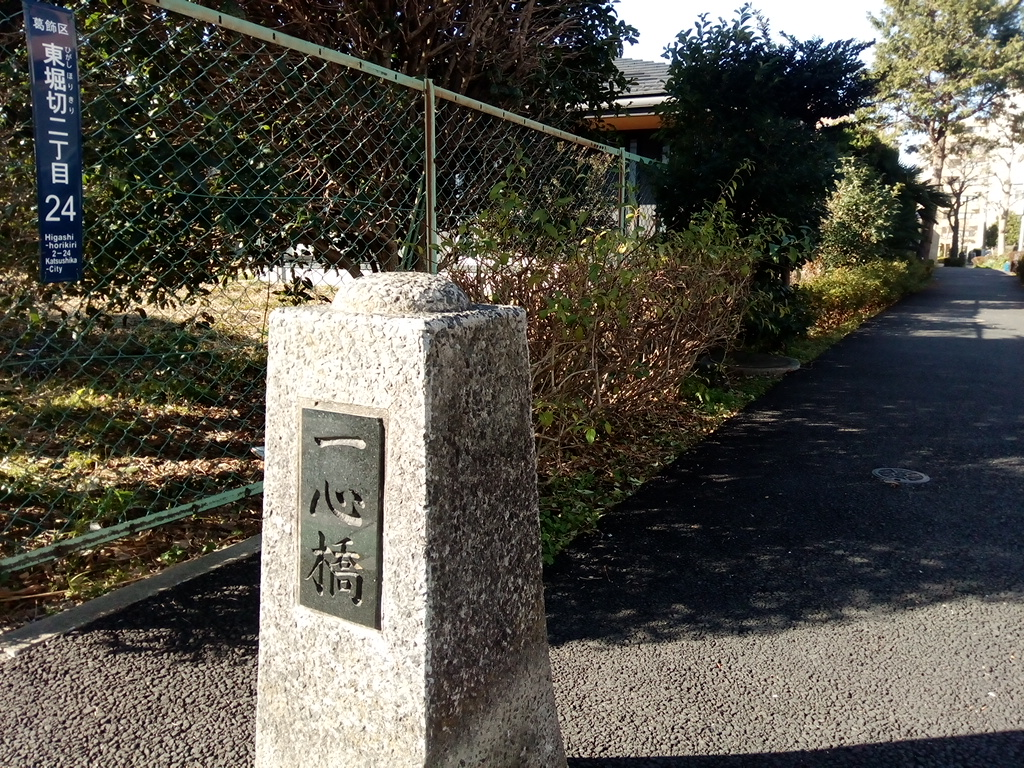
一心橋跡に設置された石碑 東堀切2丁目24北東角

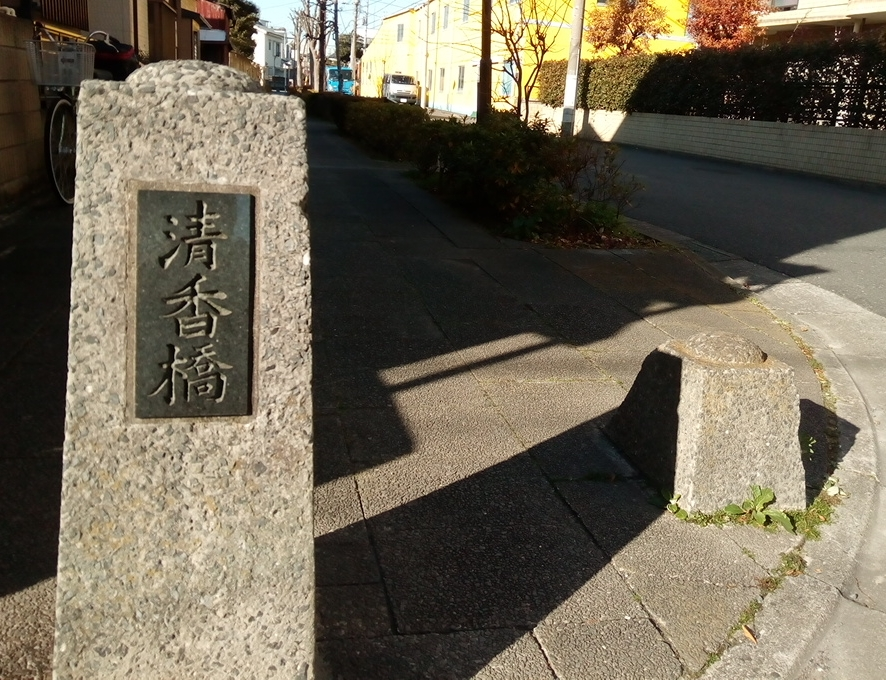
清香橋跡に設置された石碑 東堀切2丁目14-10

かつて、下水道整備の遅れていたこの周辺地域では、流入する大量の人口に追いつかず、ドブ川と呼ばれる元々は農業用だった排水路が多数存在し、そこへ生活排水を直接流していた。
降雨の際、猛烈な悪臭を放ったり、大雨では氾濫も起き、このため汲み取り式トイレの家庭がほとんどであったが、1970年代後半頃から急速に下水道の整備が進み、トイレの水洗化の普及や、ドブ川にはコンクリート製の蓋がされたり、アスファルト舗装による歩道化・緑地化が進み、かつて排水路に多くかかっていた橋は全て消滅し、現在は橋跡に石碑が残るだけとなっている。

### 地名の由来
堀切の東である事に由来。詳しくは堀切の地名の由来を参照。

## 世帯数と人口
2023年（令和5年）1月1日現在（東京都発表）の世帯数と人口は以下の通りである。
| 丁目         | 世帯数    | 人口    |
| ------------ | --------- | ------- |
| 東堀切一丁目 | 1,326世帯 | 2,443人 |
| 東堀切二丁目 | 1,771世帯 | 3,748人 |
| 東堀切三丁目 | 1,030世帯 | 2,183人 |
| 計           | 4,127世帯 | 8,374人 |

### 人口の変遷
国勢調査による人口の推移。
| 年                 | 人口  |
| ------------------ | ----- |
| 1995年（平成7年）  | 8,200 |
| 2000年（平成12年） | 8,152 |
| 2005年（平成17年） | 7,939 |
| 2010年（平成22年） | 7,658 |
| 2015年（平成27年） | 7,696 |
| 2020年（令和2年）  | 8,080 |

### 世帯数の変遷
国勢調査による世帯数の推移。
| 年                 | 世帯数 |
| ------------------ | ------ |
| 1995年（平成7年）  | 3,118  |
| 2000年（平成12年） | 3,272  |
| 2005年（平成17年） | 3,239  |
| 2010年（平成22年） | 3,264  |
| 2015年（平成27年） | 3,305  |
| 2020年（令和2年）  | 3,712  |

## 学区
区立小・中学校に通う場合、学区は以下の通りとなる（2021年4月時点）。
| 丁目         | 番地     | 小学校               | 中学校             |
| ------------ | -------- | -------------------- | ------------------ |
| 東堀切一丁目 | 1～18番  | 葛飾区立南綾瀬小学校 | 葛飾区立双葉中学校 |
| 東堀切一丁目 | 19〜24番 | 葛飾区立上千葉小学校 | 葛飾区立双葉中学校 |
| 東堀切二丁目 | 21～28番 | 葛飾区立上千葉小学校 | 葛飾区立双葉中学校 |
| 東堀切二丁目 | 1〜20番  | 葛飾区立東綾瀬小学校 | 葛飾区立青葉中学校 |
| 東堀切三丁目 | 全域     | 葛飾区立上千葉小学校 | 葛飾区立青葉中学校 |

## 事業所
2021年（令和3年）現在の経済センサス調査による事業所数と従業員数は以下の通りである。
| 丁目         | 事業所数  | 従業員数 |
| ------------ | --------- | -------- |
| 東堀切一丁目 | 66事業所  | 446人    |
| 東堀切二丁目 | 68事業所  | 519人    |
| 東堀切三丁目 | 76事業所  | 641人    |
| 計           | 210事業所 | 1,606人  |

### 事業者数の変遷
経済センサスによる事業所数の推移。
| 年                 | 事業者数 |
| ------------------ | -------- |
| 2016年（平成28年） | 210      |
| 2021年（令和3年）  | 210      |

### 従業員数の変遷
経済センサスによる従業員数の推移。
| 年                 | 従業員数 |
| ------------------ | -------- |
| 2016年（平成28年） | 1,429    |
| 2021年（令和3年）  | 1,606    |

## 交通

### 鉄道
町域内に鉄道駅は設置されていない。しかし、隣接する宝町に京成電鉄京成本線・お花茶屋駅、堀切に堀切菖蒲園駅の1路線2駅が所在する。

### バス

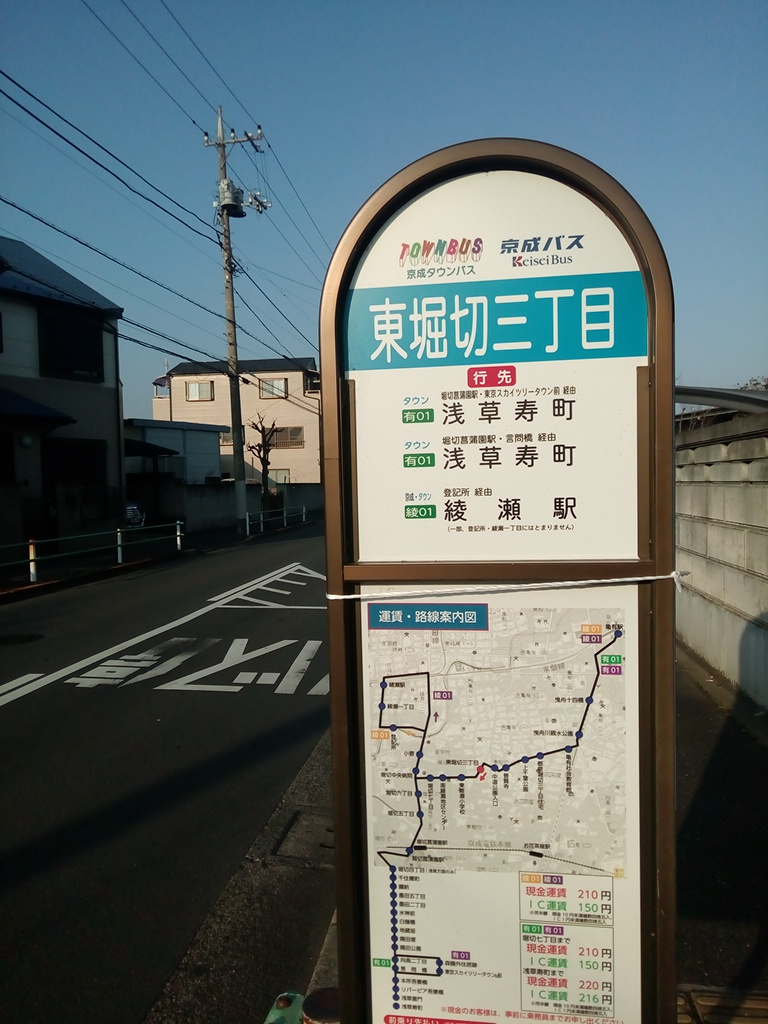
京成タウンバス停留所

- 京成タウンバス有57「亀有駅⇔葛飾区役所⇔タウンバス車庫」
  - 葛飾区役所・タウンバス車庫（お花茶屋経由）行
バス停留所「東堀切２丁目」「上千葉小学校」「共栄学園」
- 京成タウンバス有01「亀有駅⇔(堀切菖蒲園駅経由)⇔浅草寿町」
バス停留所「東堀切３丁目」
- 京成タウンバス綾01「亀有駅⇔(亀有社会教育館・登記所経由)⇔綾瀬駅 」
バス停留所「東堀切３丁目」「中道公園入口」「普賢寺」「上千葉公園」「都営東堀切三丁目住宅」

## 施設
- 葛飾区立上千葉小学校

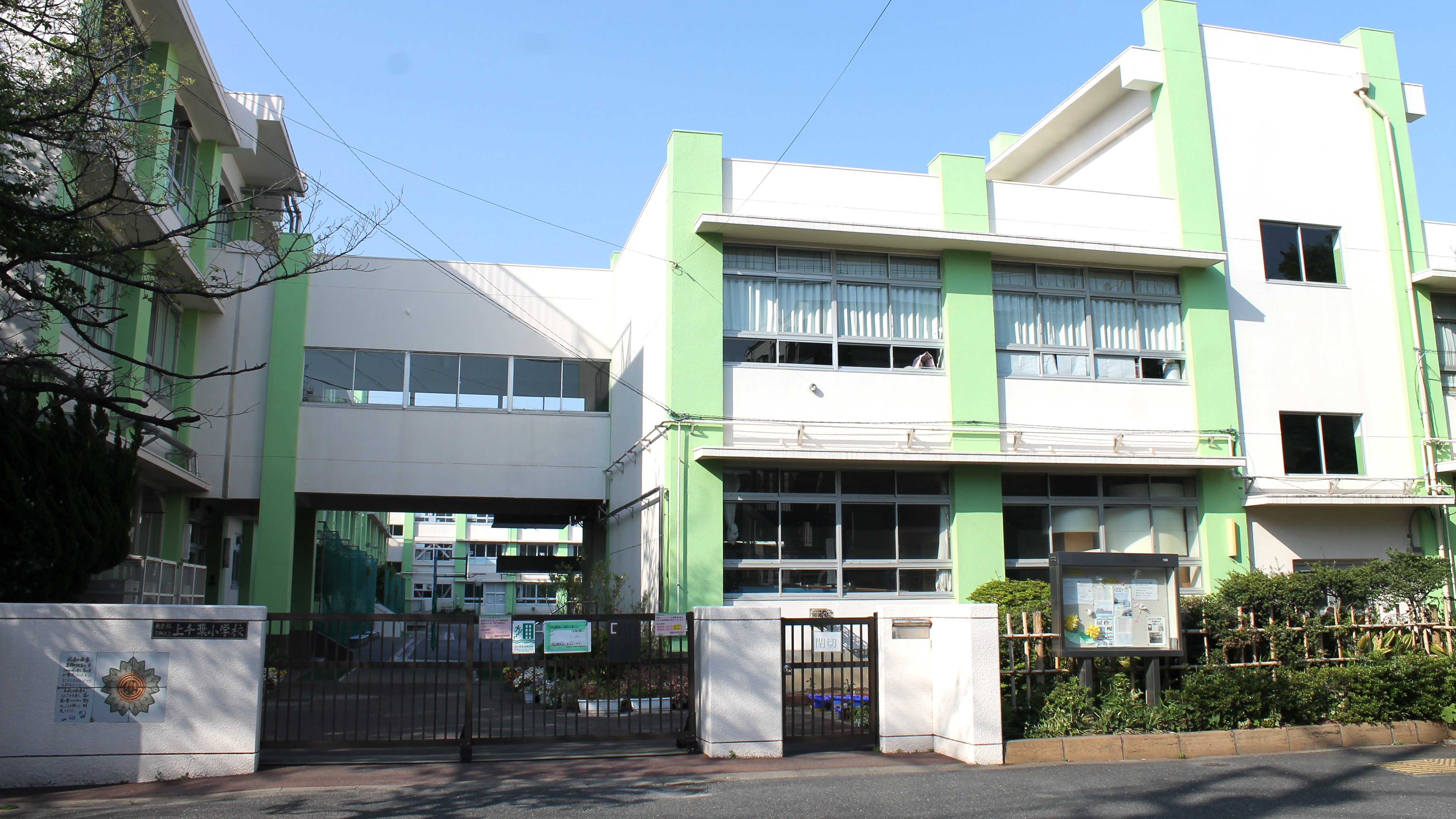
上千葉小学校

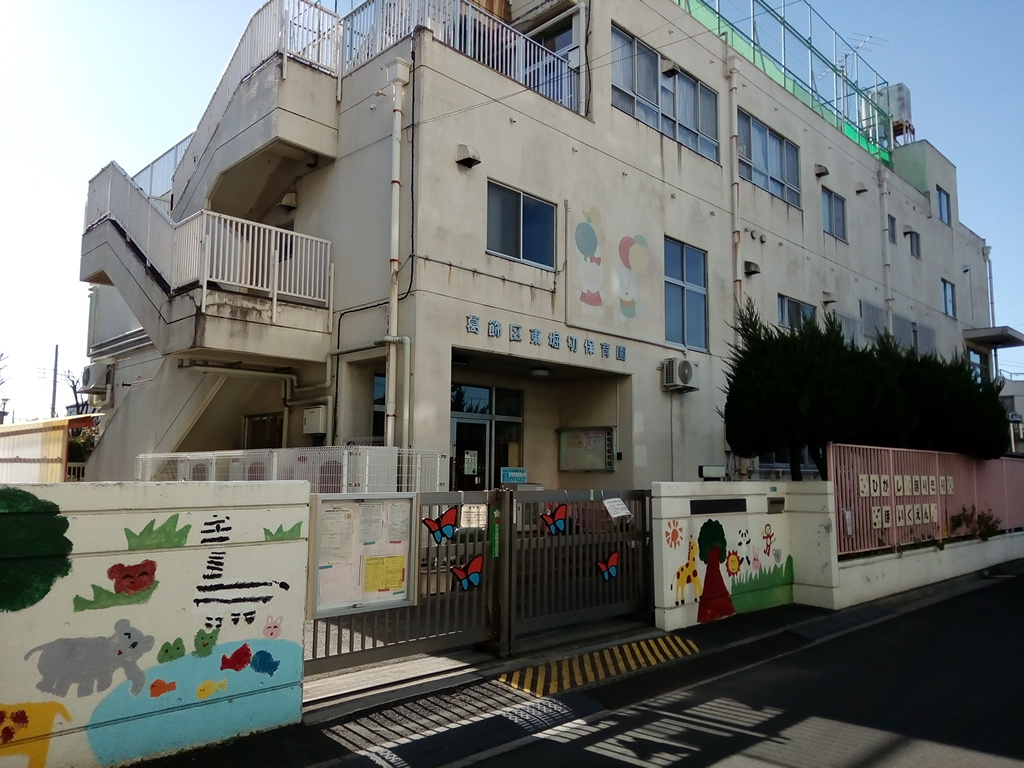
東堀切保育園

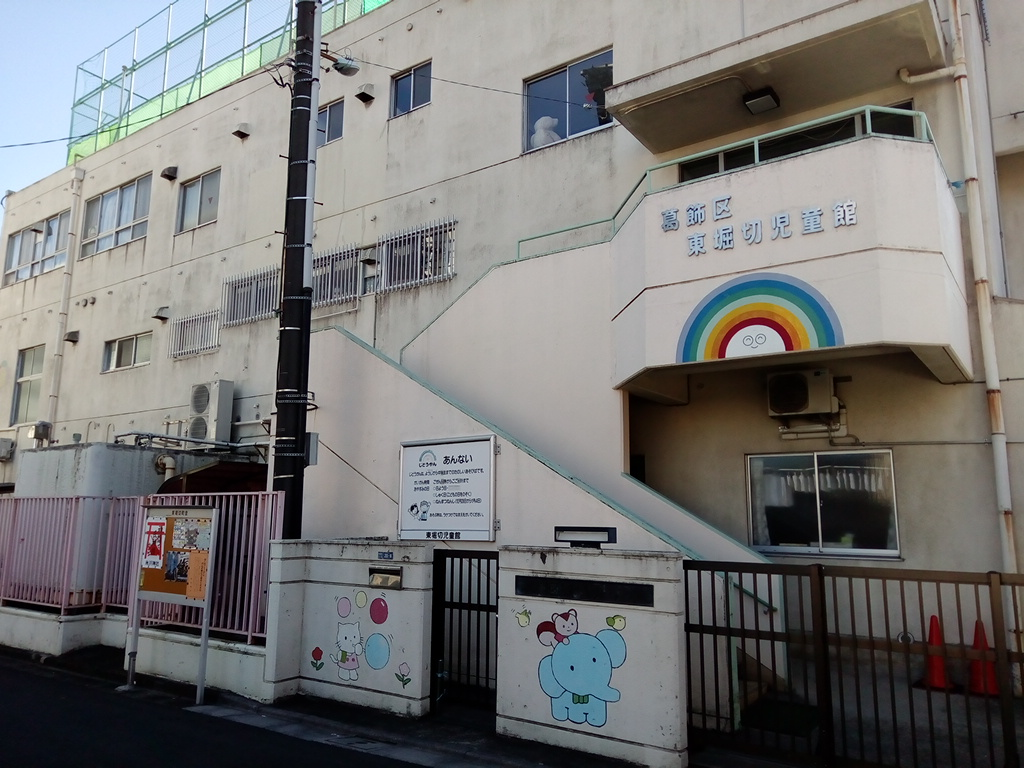
東堀切児童館

- 上千葉公園(3丁目)…西亀有にある上千葉砂原公園とは異なる
- 葛飾区立双葉保育園(1丁目15-16)
- 葛飾区立東堀切保育園(2丁目20-8)
- 葛飾区立東堀切児童館(2丁目20-8)
- 本田消防署 南綾瀬出張所(2丁目28-25)
- 普賢寺(3丁目) - 真言宗豊山派の仏教寺院。山号は日照山。

### 郵便局

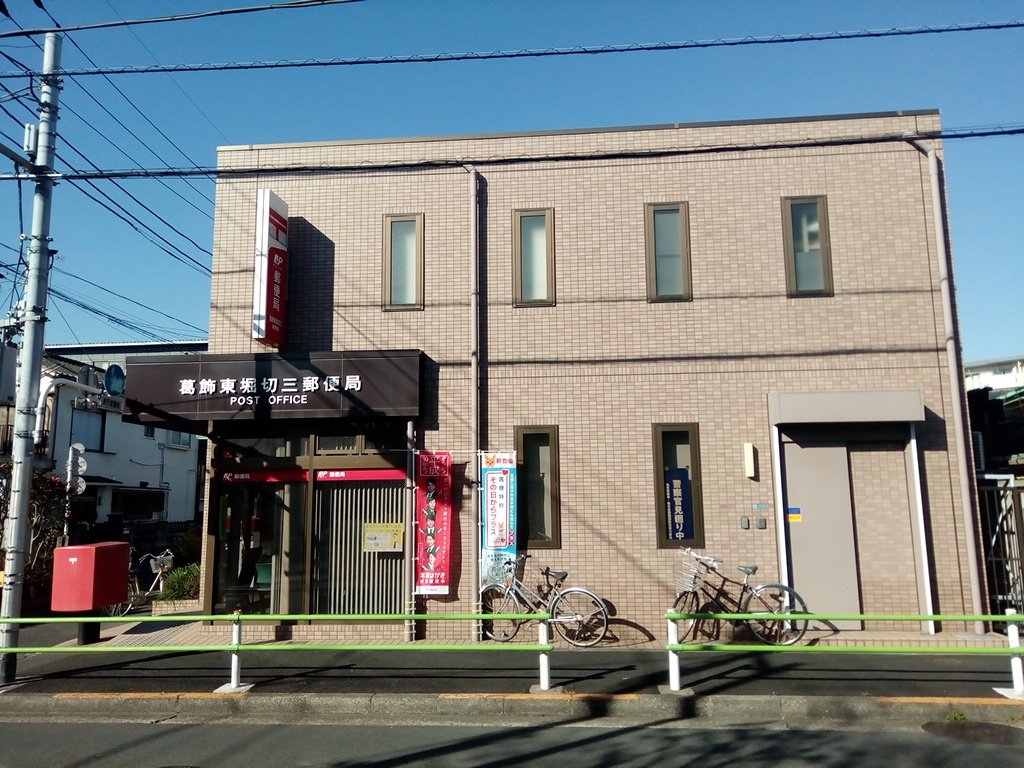
東堀切3郵便局

- 東堀切二局(2丁目21-24)
- 東堀切三局(3丁目29-12)

### 福祉施設

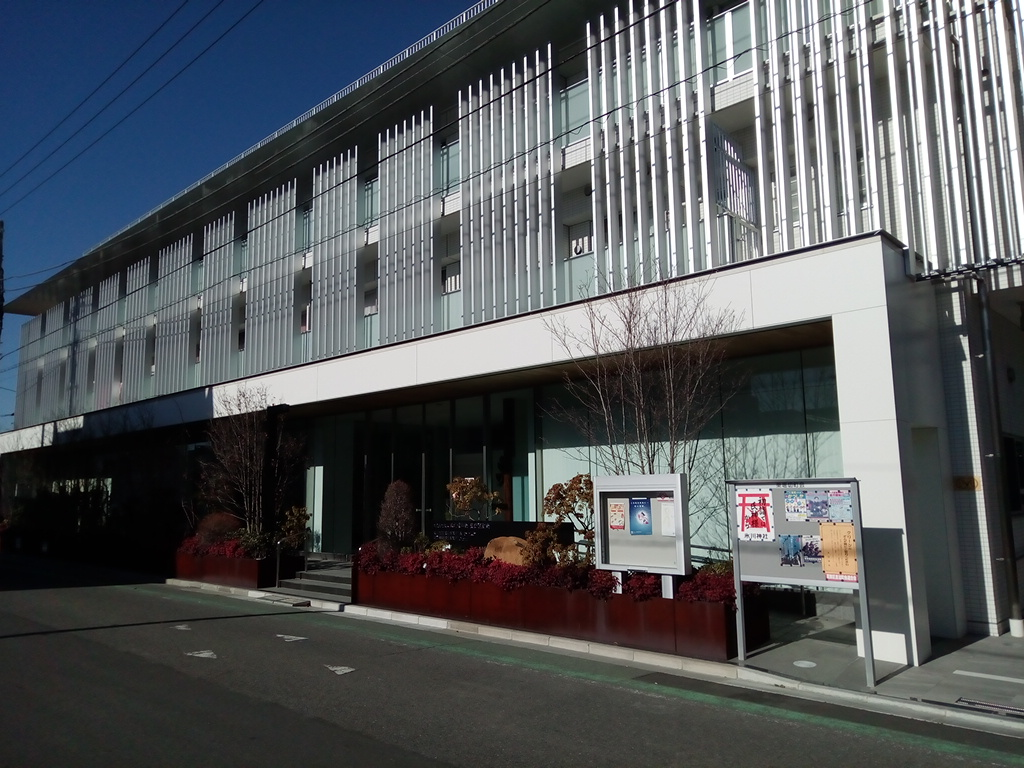
社会福祉法人原町成年寮 葛飾通勤寮

- 社会福祉法人原町成年寮　葛飾通勤寮、Craft(Viser Polaire) (1丁目)
- 社会福祉法人武蔵野会　東堀切くすのき園(1丁目)

### 文化財
- 天然記念物 吉田家のクスノキ(3丁目13-1)
- 有形民俗文化財 題目曼荼羅（一括）？
- 有形文化財 上千葉三十番神堂木牌(3丁目17-1)
- 有形文化財 以下全て普賢寺(3丁目9-3)内
  - 庚申灯籠
  - 刊本大般若経 600帖
  - 宝篋印塔（建造物）

### 銭湯
人口流入が激増した昭和30年代、まだこの地域では宅内に風呂が無かった家庭も多く、各丁目ごとに銭湯が開業。各家庭に風呂の普及した現在も、自主廃業した「第二美吉湯」と2005年の火災により焼失した「双葉湯」以外は営業しており、下町の風景として存在する。
- 双葉湯(1丁目8)…後に火災により焼失。廃業。
- 第二美吉湯(2丁目10)…廃業
- 美吉湯（2丁目22)
- さつき湯(3丁目27)

### 都営住宅
昭和20年代、戦災による住宅の喪失と人口増加による住宅不足を解消するため、東京都は農地が広がっていた葛飾区に都営住宅の建設用地を求め、建設用地として農地などを提供するよう広く区民に呼び掛けを行ない、東堀切にも多くの都営住宅が建設された。なお現存する建物は、全て1980年代以降に建て替えられた二代目の建物である。
- 東堀切一丁目アパート
  - 1丁目14。1989年度 建設。戸数60戸
  - 旧「都営第二下千葉アパート」(計11棟)

- 東堀切一丁目第2アパート
  - 1丁目10～11。1994年度 建設。戸数32戸
  - 旧「東堀切一丁目都営アパート」

- 東堀切二丁目アパート
  - 2丁目15。1984年度 建設。戸数45戸
  - 旧「都営第二上千葉住宅・文化住宅」(計8棟 全64戸)
    - 1、3、4、6号棟→6戸/階×2階＝計12戸
    - 2、5、7、8号棟→2戸/階×2階＝計4戸

- 東堀切二丁目第2アパート シルバーピア
  - 2丁目28。1987-1988年度 建設。戸数109戸
  - 旧「下千葉都営住宅・睦団地」(全66戸)

- 東堀切二丁目第3アパート
  - 2丁目17。2008年度 建設。戸数161戸
  - 旧「さつき団地」(計4棟 総戸数136戸)
    - 1号棟→10戸/階×4階＝計40戸。
    - 2～4号棟→8戸/階×4階＝計32戸。

- 東堀切二丁目第4アパート
  - 2丁目23。2017年度 建設
  - 旧「第2上千葉アパート・蛍ヶ丘団地」(1962年度 建設。計5棟・総戸数136戸)
    - 1～3号棟→6戸/階×4階＝計24戸。
    - 4～5号棟→8戸/階×4階＝計32戸。

- 東堀切三丁目アパート
  - 3丁目24と30。1984年度 建設。戸数144戸
  - 旧「都営第八上千葉住宅」[17]

## 町会・自治会
葛飾区全域で町会・自治会の活動が盛んであり、東堀切でも下記の町会が存在。各町会ごとに集会所があり、また街頭に掲示板も設置されている。毎年、葛飾区内全域で5月の最終日曜日に行われている「葛飾区・環境美化の日クリーン作戦」の一斉清掃の活動を町会単位で行なったり、毎年秋に催される氷川神社祭禮や上千葉香取神社大祭に神輿や山車を出す町会もある。
- 東堀切一丁目町会
- 東堀切第3アパート自治会
- 東堀切町会
- 上千葉本町会
- 八栄自治会
- 仁隣町会
- 東堀切文化会
- 東堀切睦自治会
- 親和会
- 東堀切一丁目三和会
- 蛍が丘町会…都営住宅建て替えのため、平成25年6月30日付で解散[18]

## その他

### 電話番号(市内局番)
元々、電電公社(後のNTT)亀有局の収容地域であり、東京23区の市外局番03に続く市内局番は、601・602・603・604・690・838であったが、1991年（平成3年）、頭に３が付き、3601・3602・3603・3604・3690・3838へ。
1988年（昭和63年）以降、頭に５が付く、5629・5650・5680も追加、後に6662も追加される。
なお例外として、KDDI・J:COM・ソフトバンクテレコムなどが提供する直収電話や、IP電話の番号では当てはまらない場合がある。

### 日本郵便
- 郵便番号 : 124-0004[3]（集配局 : 葛飾郵便局[19]）。